# Частная почта

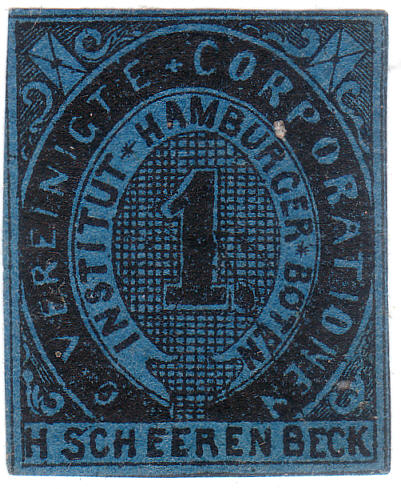
Марка частной почты города Гамбурга (1862)

Ча́стная по́чта — частное почтовое учреждение, сфера деятельности которого, как правило, ограничивается небольшим районом или городом, а также деятельность частных лиц или частных почтовых учреждений по пересылке почтовых отправлений. Для оплаты пересылки почтовых отправлений частные почты выпускают собственные марки и цельные вещи, коллекционирование которых является одной из областей филателии.

## История
Частные почты получили широкое развитие в прошлом, до появления государственной регулярной почты. В частности, частной почтой являлась купеческая почта, почта князей Турн-и-Таксис. В ряде стран в течение многих лет бок о бок с государственной почтой осуществляли почтовую связь крупные частные почтовые конторы.

### Купеческая почта
На рубеже XV и XVI веков фламандские и итальянские купцы создали в некоторых европейских странах частную почту для пересылки корреспонденции. У купеческой почты даже был свой почтмейстер. Почта функционировала около ста лет. В Англии она прекратила своё существование в связи с предъявлением английскими купцами требования к английскому правительству убрать из руководства почтой фламандцев и итальянцев, обвинив их в том, что те задерживают их письма.

### Почта Турн-и-Таксис
Частная почта, основателями и владельцами которой являлись представители дворянского семейства Турн-и-Таксис, просуществовала с 1490 по 1867 год.

### Новейшая история
В начале XX века частные почты функционировали в Германии, Дании, Швеции, Великобритании, Франции, США, Канаде и некоторых других странах.
В наши дни частные почты работают на некоторых находящихся в частном владении островах Великобритании, в Нидерландах и США. Отказ от государственной монополии приводит к возрождению частных почт.